# Friedrich Heimerdinger

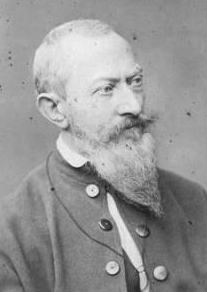
Friedrich Heimerdinger (1874)

Johann Friedrich Andreas Heimerdinger (* 10. Januar 1817 in Altona/Elbe; † 3. Oktober 1882 in Hamburg) war ein deutscher Dichter, Pädagoge, Tier- und Stilllebenmaler, sowie Gründer und Leiter einer Kunstschule und Autor von Lehrbüchern.

## Leben
Heimerdinger verlor früh seinen Vater und wurde von seiner Mutter allein großgezogen. Diese bestimmte für ihn, trotz seiner Wunsches Maler zu werden, eine Laufbahn als Missionar für die Heidenbekehrung. Er war nach Beendigung der Schule zunächst für mehrere Jahre als Schulgehilfe tätig. In dieser Zeit übte er sich autodidaktisch im Malen und Zeichnen. Er ging 1839 im Alter von 22 Jahren nach Düsseldorf, um bis 1841 oder 1842 an der dortigen Kunstakademie bei Professor Theodor Hildebrandt zu studieren. Anschließend ging er auf Empfehlung Hildebrandts nach München, wo er von 1842 bis 1845 arbeitete. Seine Münchner Zeit schloss Heimerdinger mit einer ausgedehnten Studienreise durch die Schweiz ab und kehrte Ende 1846 nach Hamburg zurück.
Dort ließ er sich als freischaffender Künstler nieder und gründete eine Schule für angehende Maler und Bildhauer. Mit seinen Ideen eines modernen Kunstunterrichts reformierte er diesen und hatte damit großen Erfolg. Zu seinen Schülern zählten unter anderem die Tiermaler Ludwig Beckmann und Friedrich Rückart, der Marinemaler Franz Johann Wilhelm Hünten, die Genremaler Heinrich Ehrich und Felix Schlesinger oder der Bildhauer Julius Lippelt. Heimerdinger war Mitglied im Hamburger Künstlerverein von 1832.
1869 beteiligte sich Heimerdinger an einer großen Ausstellung im Münchner Glaspalast und in den folgenden Jahren auch einigen Ausstellungen der Kunstakademie in Wien.
Bekannt wurde Heimerdinger für seine Stillleben und Trompe-l’œil-Malerei. Über eines seiner Werke, das auf der Großen Berliner Kunstausstellung 1907 zu sehen war, wurde berichtet, dass Heimerdinger „wie es schien, eine nicht gehobelte Holzfläche, auf die er seine Visitkarte befestigt hatte, durch einen Goldrahmen begrenzte.“ Das Publikum, das die ungehobelte Holzfläche berührte stellte fest, dass diese nicht aus echtem Holz bestand, sondern täuschend echt auf die Leinwand gemalt war. Auch die angeheftete Visitenkarte war nicht aufgespießt, sondern war ebenfalls ein Teil der bemalten Leinwand. Heimerdinger stand mit dem Maler Hermann Becker in Briefkontakt, der ihn in seinem Werk über Deutsche Maler auf Seite 393 als feinen Stilllebenmaler erwähnte.
Neben seinen Bildern verfasste Heimerdinger auch einige kleine Lehrbücher. Mit seinem Werk Elemente des Zeichnens nach körperlichen Gegenständen wurde er zum Begründer der sogenannten „Hamburger Zeichenmethode“, die später auch in preußischen Schulen in ganz Norddeutschland angewandt wurde. hatte In seiner Schrift über Die Elemente des Zeichnens nach körperlichen Gegenständen stellte  Heimerdinger seine These dar, dass „das Zeichnen nach körperlichen Modellen dem Kopieren von Vorlagen vorzuziehen sei.“ Für den Zeichenunterricht hatte er zwölf Modelle ausgearbeitet, die den Schülern zu Übungszwecken bereitgestellt wurden. Diese Methode wurde durch Heinrich Stuhlmann noch ergänzt.
Heimerdinger widmete sich in den späteren Jahren auch dem Verfassen von Gedichten und Theaterstücken und wohnte in Hamburg am Steindamm 135a, wo er auch einen kleinen Selbstverlag betrieb.

## Gemälde (Auswahl)
- Der blinde Geiger und sein Kind
- Der Christbaum

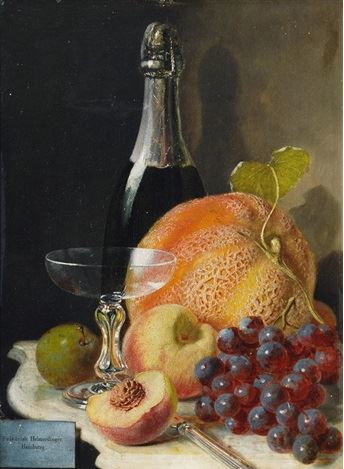
Stillleben mit Melone und Pfirsichen und Champagnerflasche

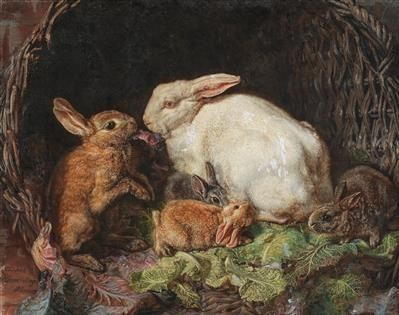
Hasen im Korb

- Junger Fuchs, einen Maulwurf erhaschend
- 1848: Füchse, im Kampf um die Beute (kam 1850 als Geschenk des Künstlers in die Kunsthalle Hamburg)
- Rebhühner
- Das Sonntagsmahl
- Tauben
- Nach der Entenjagd
- 1866: Rathaus zu Wernigerode
- 1867: Der Dom zu Ratzeburg
- 1875: Lust und Leid
- 1880: Glück und Glas
- 1879: Kaninchen und Frosch

## Schriften
- mit Gustav Friedrich von Hetsch, D. Jessen: Einige Worte über Zeichenkunst und den allerersten Unterricht in derselben. Adolph Lange, Altona 1855.
- Elemente des Zeichnens nach körperlichen Gegenständen für Lehrer und zum Selbstunterricht wie auch für technische Lehranstalten. Meißner, Hamburg 1857.
- Aufgaben für Schule und Haus zur Vorbereitung für die Elemente des Zeichnens nach körperlichen Gegenständen. Berendsohn, Hamburg 1868.
- Vorübungen zu den Elementen des Zeichnens nach körperlichen Gegenständen für Kinder von 7-10 Jahren. Berendsohn, Hamburg 1868.
- Schlüssel zu den Aufgaben zur Vorbereitung für die Elemente des Zeichnens. Berendsohn, Hamburg 1868.
- Lust und Leid. 1878 (Gedichte)
- Seelenverwandtschaft. 1878 (Bürgerliches Schauspiel in vier Akten)
- Ein lebendes Bild. Schlotke, Hamburg 1878 (Lustspiel).